# Dasychira rocana
Dasychira rocana är en fjärilsart som beskrevs av Swinhoe 1906. Dasychira rocana ingår i släktet Dasychira och familjen tofsspinnare. Inga underarter finns listade i Catalogue of Life.